# 漢俳
漢俳是仿照日本俳句的形式，以中文創作的韻文，是五四新文化運動後，中日文化交流的產物。最初的漢俳是依照日本俳句句式翻譯的作品，後來再出現直接用中文創作的漢俳，1980年由趙樸初定型。現在漢俳已為中日詩人和學術界認同，日本有出版《現代俳句·漢俳作品選集》收錄漢俳作品。

## 定义
就文学体裁而言，汉俳是以长短有致的俳句和语言节奏的和谐性为载体，再现生活抒情言志的语言艺术。

## 分类
就文学体裁而言，汉俳纵向分为古典汉俳和现代汉俳，横向分为格律汉俳和风体汉俳。因此古典汉俳又分为古典格律汉俳和古典风体汉俳，现代汉俳又分为现代格律汉俳和现代风体汉俳。其具体文学定义如下：
- 古典汉俳：以长短有致的俳句和语言节奏的和谐性为载体，运用汉语言文言文，再现生活抒情言志的语言艺术。
- 现代汉俳：以长短有致的俳句和语言节奏的和谐性为载体，运用汉语言白话文，再现生活抒情言志的语言艺术。
- 风体汉俳：以长短有致的俳句和语言节奏的一般和谐性为载体，再现生活抒情言志的语言艺术。
- 格律汉俳：以长短有致的俳句和语言节奏的最高和谐性为载体，再现生活抒情言志的语言艺术。

汉俳的韵体为通韵诗歌；汉俳的韵声分为正格诗歌（押平声韵）和变格诗歌（押仄声韵或平仄混押）；汉俳的韵式分为三韵式（又称排韵式，即AAA式）和两韵式（BAA式或ABA式）。
汉俳的律体为杂言诗歌，分为五七五式和三五三式两种。
格律汉俳之格律表： 
- 仄仄仄平平，仄仄平平仄仄平，仄仄仄平平。
- 平平仄仄平，平平仄仄仄平平，平平仄仄平。
- 仄平平，平平仄仄平，仄平平。
- 仄仄平，仄仄仄平平，仄仄平。

## 歷史
1922年俞平伯在《詩》創刊號上曾撰文說：「日本亦有俳句，都是一句成詩。可見詩本不見長短，純任氣聲底自然，以為節奏。我認為這種體裁極有創作的必要」，呼籲以中文仿照日本俳句創作新體裁的詩，但迴響不大。1920年代中國詩壇興起「短詩熱」一些作家寫了一些具有俳句特徵的短詩，表現瞬間感覺，形式凝練簡潔，例如汪靜之的《惠的風》，何植三的《農家的草紫》，潘漠華、馮雪峰等人的《春的歌》等，但這些短詩只能說是受了日本俳句篇幅短小和某些創作特點的影響，不算是漢語的「俳句」。
中日邦交正常化後，兩國的學者、詩人交往頻繁，促進兩國文化交流，亦讓更多中國人認識到俳句。1980年5月30日，中日友好協會首次接待大野林火為團長的「日本俳人協會訪華團」。日方送來了松尾芭蕉、與謝蕪村、正岡子規等古代俳人的詩集。在場的趙樸初詩興勃發，參照日本俳句十七音，依照中國傳統詩歌創作的聲法、韻法、律法等特點寫了三首短詩，就是中國詩歌史上的第一組漢俳。當天在北海仿膳宴席上，林林也即興創作了兩首漢俳《迎俳人》。
1981年4月，林林和袁鷹應日本俳人協會之邀訪問日本，在日本《俳句》雜誌上發表《架起俳句與漢俳的橋梁》一文，「漢俳」亦隨之定名，正式成為一種韻文體裁。當年中國《詩刊》第六期亦公開發表以上三人的漢俳。1982年5月9日《人民日報》也發表了趙樸初、鐘敬文等人的漢俳，引起當時的中國詩壇注目。

## 形式
由於中文為單音節語言，與複音節的日語不同，漢俳改俳句的十七音為十七字，同樣分三句，為「五—七—五」的體制。句子節奏參照五言和七言近體詩，五字句的节奏一般为二三式、三二式、一四式；七言句的节奏一般为二五式、三四式、四三式，个别的还有一六式等。分自由體和格律體兩種。無論是自由體還是格律體都有季語（又稱「季題」），即表示季節的詞語，但要求沒有日本俳句那麼嚴格，季語通常放在首句。

### 自由體
自由體又稱散體、新詩體，即無任何平仄和押韻規定，可用白話文寫作，近似新詩。

### 格律體
格律體規定平仄和押韻，這是因為漢語的發音較日語複雜，為了顧及音樂性而要規定格律。用文言寫作，近似詞的小令，所以亦可視為一個詞牌。
格律只要求句子本身符合两平两仄相间，例如：
1. [仄]平平仄平 平平[平]仄仄平平 平平仄仄平
2. [平]仄仄平平 平平[仄]仄平平仄 平平仄仄平

押韻可以是三句全押、首尾押韻和後兩句押韻，可押平韻或仄韻。

## 現況
2005年3月23日，中国汉俳学会成立，而漢俳相關出版物亦日漸增多，例如发表汉俳作品以及研究汉俳的刊物《汉俳诗人》，此外也有汉俳专集出版。近年網際網路的普及，一些同時喜歡日本文化和中國文學的年輕華人亦有不少加入創作行列，令漢俳成為網路文學受歡迎的體裁之一。

## 漢俳俳人（部分）
- 趙樸初
- 林岫
- 張建華
- 林林
- 曉帆
- 丁楓
- 黃靈芝